# Brännerigölen
Brännerigölen är en sjö i Västerviks kommun i Småland och ingår i Storån-Botorpsströmmens kustområde.

## Fisk
Vid provfiske har följande fisk fångats i sjön:
- Abborre
- Braxen
- Gädda
- Mört
- Sarv